# Robert Perry (Segler)
Robert Stanley Grosvenor Perry (* 4. Mai 1909 in Warwick; † 3. April 1987 in London) war ein britischer Segler.

## Erfolge
Robert Perry nahm zweimal in der 5,5-m-Klasse als Skipper an den Olympischen Spielen teil. Bei seinem Olympiadebüt 1952 in Helsinki erreichte er mit der Unique, zu deren Crew Neil Kennedy-Cochran-Patrick und John Dillon gehörten, den sechsten Platz. Mit Kennedy-Cochran-Patrick und Dillon als Crew trat Perry auch vier Jahre darauf in Melbourne an, außerdem war auch David Bowker Teil der Crew. Mit der Vision gewannen sie eine von sieben Wettfahrten und beendeten die Regatta mit 4050 Punkten auf dem zweiten Platz hinter den Olympiasiegern um Lars Thörn auf der Rush V aus Schweden und vor dem von Jock Sturrock angeführten australischen Boot Buraddoo, sodass sie die Silbermedaille erhielten.
Perry war Lieutenant Colonel der British Army und diente ab 1959 im Honourable Corps of Gentlemen at Arms. Er kämpfte mit den 9th Queen’s Royal Lancers während des Zweiten Weltkriegs. Für seine Aktionen im Krieg wurde er mit dem Distinguished Service Order ausgezeichnet sowie Mentioned in dispatches.